# Vasile Pruteanu (politician din România)
Vasile Pruteanu (n. 10 mai 1947, Roznov, România) este un politician român, membru al Parlamentului României.